# Новоникольское сельское поселение (Томская область)
Но́вонико́льское се́льское поселе́ние — муниципальное образование (сельское поселение) в Александровском районе Томской области, Россия. 
Административный центр — село Новоникольское. Оно же является единственным населённым пунктом в поселении. 
В поселение входил посёлок Пырчино, упразднённый в 2004 году.
Население — 141 чел. (2021).

## География
Расстояние до райцентра — 150 км. Поселение расположено на берегу Оби.

## История
По имеющимся сведениям, в 1740 году на территории современного Новоникольского поселения располагался культовый центр лумпокольских хантов — Пирчины юрты. В 1764 году здесь была образована волость. По данным 1868 года, население составляли ханты (остяки). Целиком хантыйским было население и по переписи 1897 г. (Пирчинская инородная волость). Всего здесь в 1897 г. проживало 94 человека, насчитывалось 18 хозяйств. В документах 1909 г. это место фигурировало уже как Лаврушкин остров (по имени хозяина данной земли — остяка Лаврушки) Нижне-Лумпокольской волости Сургутского уезда Тобольской губернии (в 1912 г. — 27 семей). В 1913 году было образовано село Новоникольское, была освящена церковь.
В 1920 г., на заре советской власти, был образован Ново-Никольский сельский Совет, включавший в себя: ю. Пырчины, с. Ново-Никольское, ю. Пиковские, дер. Киевскую, ю. Киевские. Тремя годами позже границы Совета были значительно расширены, в состав поселения вошли ещё несколько населённых пунктов. Общая численность населения составила 1176 чел.
В 2006 г. были установлены современные границы поселения. На тот момент численность населения Новоникольского составляла 337 чел. (из них 67 чел. — ханты), всего 132 хозяйства. 

## Население и власть
| 2002 | 2006 | 2010 | 2012 | 2013 | 2014 | 2015 |
| ---- | ---- | ---- | ---- | ---- | ---- | ---- |
| 348  | ↘337 | ↘252 | ↘248 | ↗253 | ↗257 | ↘243 |
| 2016 | 2017 | 2018 | 2019 | 2020 | 2021 |      |
| ↘233 | ↘227 | ↘204 | ↘181 | ↘157 | ↘141 |      |

## Местное самоуправление
Глава поселения и председатель Совета — Першин Владимир Николаевич.

## Социальная сфера и экономика
В Новоникольском есть фельдшерско-акушерский и аптечный пункты, детский сад и общеобразовательная школа. Также работают дом культуры, библиотека и отдел по развитию физкультуры и спорта (в рамках МУ "Культурно-спортивный центр «Сибирь»).
В селе работают пекарня (годовой объём производства — 11 т), сельскохозяйственное предприятие ООО «Новоникольское» (заготовка кормов, коневодство), 3 частных магазина. Всего в селе зарегистрировано 7 индивидуальных предпринимателей.
В Новоникольском действуют отделение связи Александровского структурного подразделения Томского филиала ОАО «Сибирьтелеком» и отделение «Почты России». Постоянное транспортное сообщение есть только по воздуху (вертолёт) и по воде (теплоход, паром).
Услуги ЖКХ предоставляет УП «Комсервис». 